# Coriandoli

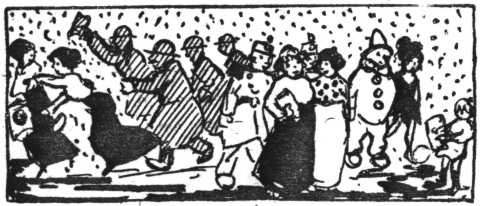
Battaglia di coriandoli, Parigi, 1913.

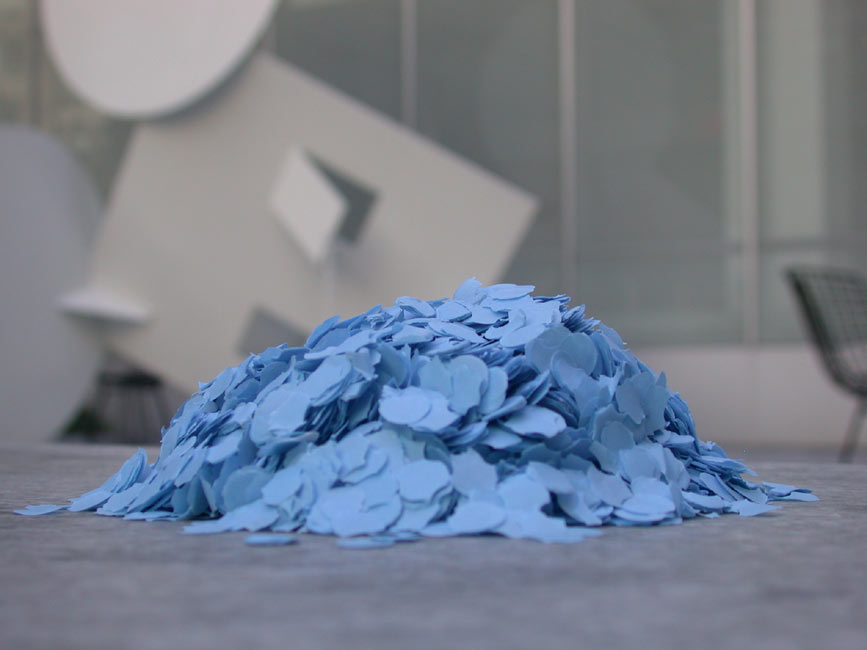
Coriandoli.

I coriandoli sono piccoli ritagli di carta colorata usati nelle festività per essere lanciati in aria o su persone. Tipici del Carnevale e di altre festività come il Capodanno, spesso il loro uso è abbinato a quello delle stelle filanti.
Nella maggior parte delle lingue (fra cui inglese, tedesco, francese, olandese, svedese e spagnolo), anche lingue non indo-europee, la parola "confetti" rimanda ai nostri "coriandoli". La confusione tra i due nomi ha origine nel Rinascimento, quando in Italia, ai matrimoni o durante il carnevale, si usava lanciare veri e propri confetti, talora composti dai semi della pianta del coriandolo. Tali semi venivano ricoperti di zucchero e, oltre ad essere consumati come dolci, un po' come oggi è possibile gustare nei ristoranti indiani, come digestivo a fine pasto, si potevano anche gettare per scherzo addosso alle persone durante le feste di carnevale. A fare luce su questo particolare aspetto è il fiorentino Giovanvettorio Soderini che, sul finire del XVI secolo ha lasciato la prima reale testimonianza sull’uso e consumo dei coriandoli nell’opera intitolata Trattato della cultura degli orti e giardini, nella quale si può leggere testualmente: «Cuopronsi i coriandoli di zucchero per confetti, rompono le ventosità del ventre mangiati dopo pasto, e rendono buon odore e fanno buon fiato masticati in bocca; e verdi le sue foglie nelle mescolanze d’insalata non fanno male».
I confetti di mandorle ricoperte di zucchero si lanciano tuttora nei matrimoni sugli sposi, usanza questa diffusa in tutto il Sud Italia. In seguito, pur rimanendo chiamati coriandoli, nei lanci si utilizzarono, in sostituzione dei confetti, delle palline di carta colorata o di gesso.
A rivendicare l'invenzione dei coriandoli sono ben 2 italiani: Ettore Fenderl, triestino, e Enrico Mangili, milanese.
L'ingegnere Enrico Mangili di Crescenzago (Milano), attorno al 1875 ebbe l'idea di commercializzare come coriandoli i cerchi di carta di scarto che risultavano dalle carte traforate utilizzate in sericoltura come lettiere per l'allevamento dei bachi da seta.
L'invenzione dei coriandoli di carta è stata tuttavia rivendicata dall'ingegner Ettore Fenderl: secondo un racconto da lui stesso riferito (e riportato anche in un'intervista alla radio Rai del 1957), per festeggiare il Carnevale del 1876 a Trieste, avrebbe ritagliato dei triangolini di carta in quanto non aveva il denaro per comprare i confetti di gesso allora in uso, e li lanciò dalla sua casa in Piazza della Borsa (Trieste). «Il primo successo è stato disastroso – continuava Fenderl nella sua deposizione via radio – rimbrotti e grida delle ragazze coi coriandoli nei capelli, cosicché venne su una guardia a mettermi in contravvenzione e a sequestrarmi tutto».

## Impatto ambientale
I materiali plastici con cui sono realizzati i coriandoli sono una fonte di microplastiche, le quali si diffondono facilmente nell'ambiente causando inquinamento.
In alcuni matrimoni si usano coriandoli di petali naturali che sono completamente biodegradabili.